# NGC 3763
NGC 3763 (другие обозначения — IC 714, MCG -2-30-9, IRAS11339-0934, PGC 35907) — спиральная галактика с перемычкой (SBc) в созвездии Чаши. Находится на расстоянии около 92 Мпк. Открыта Эндрю Коммоном в 1880 году.
Этот объект входит в число перечисленных в оригинальной редакции «Нового общего каталога».
К северо-востоку от галактики на расстоянии 3,8′ находится яркая (видимая невооружённым глазом) звезда Тета Чаши.
Удаляется от Солнца со скоростью 5875 ± 8 км/с. Угловой диаметр 71′′, линейный диаметр около 20 кпк.
Предположительно является взаимодействующей галактикой; компаньон 18-й величины виден в 0,9′ к северу.